# John Boylan
John Boylan, född 21 mars 1941 i New York, är en ledande amerikansk musikproducent och låtskrivare.
Efter att ha gått ut Bard College började han och hans bror Terence att arbeta med musikförläggaren Charles Koppelman, innan de i slutet av 1960-talet flyttade till Los Angeles. Väl där spelade de in albumet Appletree Theatre.
Efter att ha medverkat i trion Hamilton Streetcar (de övriga två var Buzz Clifford, känd från "Baby Sittin' Boogie" och Ralph Plummer) som 1969 gav ut ett självbetitlat album på Dot Records, började John sin karriär som musikproducent. Han kom att arbeta med Rick Nelson, The Association, The Dillards med flera. Han var även manager till Linda Ronstadt, och det var han som presenterade henne för en grupp okända musiker, som 1971 skulle bli hennes kompband och några år senare skaffade namnet Eagles.
Efter att ha arbetat med Pure Prairie League och Commander Cody i början av 1970-talet, fick Boylan en av sina största framgångar då han, tillsammans med Tom Scholz, producerade rockbandet Bostons debutalbum. Efter framgången erbjöd Bostons bolag, Epic Records, Boylan tjänsten som vice VD för bolaget på USA:s västkust, en tjänst han kom att behålla i över ett decennium.
Han fortsatte producera framgångsrika album, nämnas bör Charlie Daniels och Little River Band. 1986 lämnade han Epic för att starta ett eget bolag, Great Eastern Music. Ett av hans första åtaganden blev att producera det mycket framgångsrika albumet The Simpsons Sing the Blues.
Boylans nyväckta intresse, att producera musik för barn, resulterade i album baserade på barnprogrammen The Chipmunks och Mupparna. 1998 producerade han Elmopalooza för ABC-TV, för vilken han vann en grammy för bästa musikalalbum. Han har även arbetat med ett flertal filmsoundtrack, till exempel Urban Cowboy och Född den fjärde juli.
Boylan är gift och har två barn.